# Ann Curtis
Ann Elisabeth Curtis (San Francisco, 6 maart 1926 – San Rafael, 26 juni 2012) was een Amerikaans zwemster. Ze werd in 1948 op de Olympische Zomerspelen in Londen twee keer olympisch kampioen: op de 400 meter vrije slag en de 4x100 meter vrije slag.

## Biografie
Curtis leerde op haar negende zwemmen toen ze met haar zus les kreeg op de meisjesschool van de zusters van de kloosterorde ursulinen in Santa Rosa. Naderhand sloot ze zich aan bij de Crystal Plunge Club in San Francisco. Bij deze club kreeg ze vanaf haar vijftiende les van befaamd coach Charlie Sava. Curtis kreeg in 1944 als eerste vrouw de prestigieuze James E. Sullivan Award. Haar beeltenis stond in die tijd op de cover van vele tijdschriften, zoals de Newsweek en Colliers.
Met drie olympische medailles was Curtis in 1948 de meest succesvolle zwemster van de Olympische Zomerspelen in Londen. Gedurende haar carrière won Curtis 34 titels van de Amateur Athletic Union (AAU), inclusief acht titels op de estafette, maar zette verrassend genoeg slechts twee wereldrecords op haar naam. Ze verbeterde in 1944 de mondiale tijd van de 880 yards vrije slag (langebaan) en zwom in 1947 naar een nieuw wereldrecord op de 440 yards kortebaan.
Toen ze deelnam aan de Spelen in Londen was ze verloofd met haar jeugdliefde Gordon Cuneo. Ze huwde in 1949 en het paar vestigde zich na tien jaar huwelijk in San Rafael. Curtis besloot niet te trainen voor de Spelen van 1952, ook omdat ze een dure gift (een auto) van de stad San Francisco had geaccepteerd en ze daarmee een professioneel zwemster was geworden. Ze zette in haar woonplaats de Ann Curtis School of Swimming op. Met Cuneo kreeg ze vijf kinderen. Curtis werd in 1966 opgenomen in de International Swimming Hall of Fame, en in 1983 in de Bay Area Sports Hall of Fame. Ze overleed in juni 2012.

## Erelijst
- Olympische Zomerspelen: 2x , 1x

1924: Martha Norelius ·
1928: Martha Norelius ·
1932: Helene Madison ·
1936: Rie Mastenbroek ·
1948: Ann Curtis ·
1952: Valéria Gyenge ·
1956: Lorraine Crapp ·
1960: Chris von Saltza ·
1964: Ginny Duenkel ·
1968: Debbie Meyer ·
1972: Shane Gould ·
1976: Petra Thümer ·
1980: Ines Diers ·
1984: Tiffany Cohen ·
1988: Janet Evans ·
1992: Dagmar Hase ·
1996: Michelle Smith ·
2000: Brooke Bennett ·
2004: Laure Manaudou ·
2008: Rebecca Adlington ·
2012: Camille Muffat ·
2016: Katie Ledecky ·
2020: Ariarne Titmus ·
2024: Ariarne Titmus
1912: Moore, Fletcher, Speirs, Steer ·
1920: Woodbridge, Schroth, Guest, Bleibtrey ·
1924: Donnelly, Ederle, Lackie, Wehselau ·
1928: Lambert, Osipowich, Saville, Norelius ·
1932: Johns, Saville, McKim, Madison ·
1936: Selbach, Wagner, den Ouden, Mastenbroek ·
1948: Corridon, Kalama, Helser, Curtis ·
1952: I. Novák, Temes, É. Novák, Szőke ·
1956: Fraser, Leech, Morgan, Crapp ·
1960: Spillane, Stobs, Wood, von Saltza ·
1964: Stouder, de Varona, Watson, Ellis ·
1968: Barkman, Gustavson, Pedersen, Henne ·
1972: Babashoff, Barkman, Kemp, Neilson ·
1976: Peyton, Sterkel, Babashoff, Boglioli ·
1980: Krause, Metschuck, Diers, Hülsenbeck ·
1984: Johnson, Steinseifer, Torres, Hogshead ·
1988: Otto, Meißner, Hunger, Stellmach ·
1992: Haislett, Martino, Thompson, Torres ·
1996: Martino, Van Dyken, Fox, Thompson ·
2000: Van Dyken, Shealy, Thompson, Torres ·
2004: Mills, Lenton, Thomas, Henry ·
2008: Dekker, Kromowidjojo, Heemskerk, Veldhuis ·
2012: Coutts, C. Campbell, Elmslie, Schlanger ·
2016: McKeon, Elmslie, B. Campbell, C. Campbell ·
2020: B. Campbell, Harris, McKeon, C. Campbell ·
2024: O'Callaghan, Jack, McKeon, Harris